# زاگوژه شلانسکیه
زاگوژه شلانسکیه (به لهستانی:  Zagórze Śląskie) یک روستا در لهستان است که در گمینا والیم واقع شده‌است.